# Dmitrij Gorškov
Dmitrij Georgievič Gorškov (in russo Дмитрий Георгиевич Горшков?; Mosca, 29 aprile 1969) è un pallanuotista russo, vincitore di una medaglia d'argento alle olimpiadi di Sydney 2000 e di due medaglie di bronzo ad Atene 2004 e Barcellona 1992, oltre alla World League 2002. Dal 1999 al 2001 ha indossato la calottina della R.N. Florentia, con cui ha vinto la Coppa della Coppe ed è stato per due volte vicecampione d'Italia.